# Šalovec
Šalovec je naseljeno mjesto u Republici Hrvatskoj u Zagrebačkoj županiji. 

## Zemljopis
Administrativno je u sastavu grada Svetog Ivana Zeline. Naselje se proteže na površini od 1,21 km². 

## Stanovništvo
Prema popisu stanovništva iz 2001. godine u Šalovcu živi 168 stanovnika i to u 48 kućanstava. Gustoća naseljenosti iznosi 138,84 st./km².
| broj stanovnika | 220   | 239   | 226   | 262   | 277   | 307   | 294   | 280   | 229   | 212   | 181   | 144   | 155   | 144   | 168   | 169   | 156   |
|                 | 1857. | 1869. | 1880. | 1890. | 1900. | 1910. | 1921. | 1931. | 1948. | 1953. | 1961. | 1971. | 1981. | 1991. | 2001. | 2011. | 2021. |